# Dzień Walki z Faszyzmem
Dzień Walki z Faszyzmem (chorw. Dan antifašističke borbe) – chorwackie święto państwowe obchodzone 22 czerwca. Upamiętnia utworzenie Pierwszego Sisackiego Oddziału Partyzanckiego będącego w czasie II wojny światowej pierwszą antyfaszystowską formacją na terenie Bałkanów. Oddział powstał 22 czerwca 1941 w lesie Brezovica koło Sisaku w Chorwacji.
Pierwszy Sisacki Oddział Partyzancki powiązany był z Komunistyczną Partią Jugosławii (CPY). Składał się z 40 Chorwatów oraz 1 Serbki, dowodził nim działacz komunistyczny Vlado Janić Capo. Już w nocy z 22 na 23 czerwca 1941 formacja przeprowadziła swoją pierwsza akcję dywersyjną.
Święto państwowe zostało wprowadzone przez chorwacki parlament w 1991. Zastąpiło podobne obchody 27 lipca, tzw. „Dzień Powstania Ludu Chorwackiego”, który był oficjalnym świętem w Socjalistycznej Republice Chorwacji i nawiązywał do powstania Serbów.